# Gwint złączny

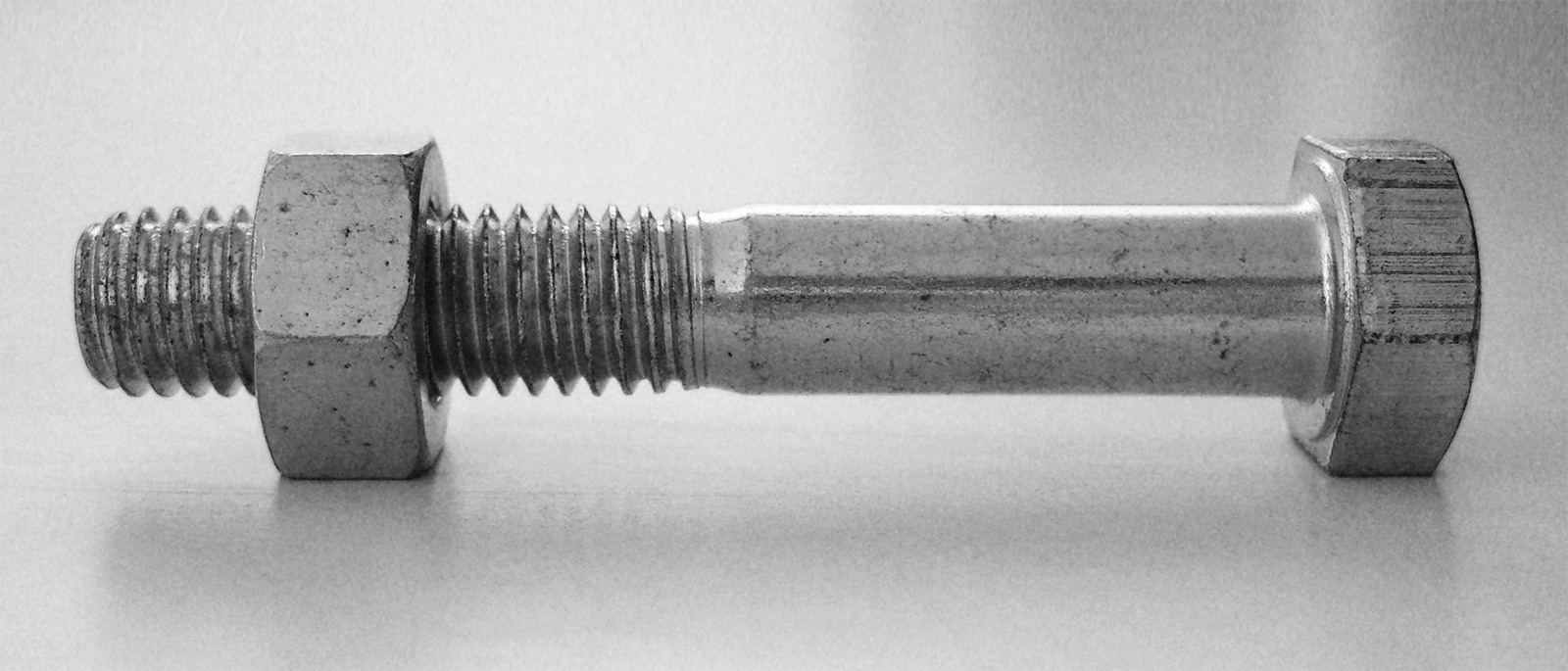
Przykład gwintu złącznego – element złączny – para śruba i nakrętka z gwintem metrycznym.

Gwint złączny – rodzaj gwintu stosowany do rozłącznych połączeń spoczynkowych elementów. Przeciwieństwem gwintu złącznego jest gwint pociągowy służący do realizacji napędu śrubowego. Połączenie gwintowe może być bezpośrednie, gdy gwint jest wykonany bezpośrednio w elementach łączonych, lub pośrednie z zastosowaniem łączników gwintowych np. wkrętów czy śrub i nakrętek. Najczęściej stosowanym gwintem złącznym jest gwint metryczny jednokrotny, prawozwojny o znormalizowanym skoku.
Gwint złączny jest samohamowny, a jego sprawność przetwarzania ruchu obrotowego na postępowy jest zawarta w przedziale {\displaystyle 0<\eta <0{,}5.} Natomiast jego sprawność przetwarzania ruchu postępowego na obrotowy jest równa zeru, gdyż żadna siła osiowa nie może spowodować obrotu.
W warunkach silnych drgań np. w samochodach, gdy istnieje prawdopodobieństwo odkręcenia, można zastosować dodatkowe zabezpieczenie w postaci:
- dodatkowego elementu – podkładki sprężystej, przeciwnakrętki, nakrętki z wkładką z poliamidu,
- odkształcenia trwałego – np. zapunktowania.
- lakieru lub specjalnego preparatu[1] twardniejącego po skręceniu,
- stosowania śrub samogwintujących (np. o przekroju trójłukowym typu TAPTITE 2000 firmy Reminc)[2].